# Xenylla yucatana
Xenylla yucatana är en urinsektsart som beskrevs av Mills in Pearse 1938. Xenylla yucatana ingår i släktet Xenylla och familjen Hypogastruridae. Inga underarter finns listade i Catalogue of Life.